# Öppen kyrka
Öppen kyrka – en kyrka för alla (förkortad ÖKA) är en partipolitiskt obunden nomineringsgrupp för kyrkliga val inom Svenska kyrkan. Gruppen har som mål att Svenska kyrkan ska vara öppen för alla som söker, tvivlar eller tror. Man vill behålla kyrkans vigselrätt, och värna om balans mellan könen bland biskopar, präster och diakoner.[källa behövs]

## Historik
ÖKA bildades våren 2001 i Göteborgs stift med ambition att vara ett tydligt, partipolitiskt obundet alternativ, som fullt ut stödjer Svenska kyrkans ordning om kvinnors och mäns lika tillträde till prästämbetet.
ÖKA har tydligt tagit ställning för samkönade pars möjlighet att gifta sig i kyrkan.[källa behövs] Gruppen vill också behålla  vigselrätten och vill värna om balans mellan könen bland biskopar, präster och diakoner.
ÖKA hade under mandatperiod (2010–2013) åtta ledamöter i kyrkomötet. [källa behövs] Gruppen saknar representation i några stiftsfullmäktige, men finns nu representerade i alla stift förutom Luleå och Visby. 
I valet 2017 fick ÖKA 11 mandat i kyrkomötet och har representation i samtliga utskott samt i Kyrkostyrelsen.

## Ordförande
- 2023–2024: Karin Janfalk

## Kyrkomötet
- 2001: 1,33 %
- 2005: 2,91 %
- 2009: 3,28 %
- 2013: 4,63 %
- 2017: 4,42 %
- 2021: 5,50 %